# Markkleeberg-Ost
Markkleeberg-Ost ist einer der acht Stadtteile der Großen Kreisstadt Markkleeberg im Landkreis Leipzig in Sachsen und als Markkleeberg Namensgeber bei der Stadtgründung 1934. Es wird mitunter auch als Alt-Markkleeberg bezeichnet.

## Lage und Ortstypik
Markkleeberg-Ost grenzt im Westen entlang des Flussverlaufs der Pleiße an das ehemalige Oetzsch (Markkleeberg-Mitte), im Norden an Dölitz sowie Dösen (beide zu Leipzig zugehörig). Im Osten grenzt Markkleeberg-Ost an den Markkleeberger Stadtteil Wachau mit der Siedlung Auenhain. Die südliche Siedlungsgrenze bildet der Markkleeberger See.
Markkleeberg-Ost ist ein nahezu reines Wohngebiet. Neben dem dörflich geprägten historischen Bereich um Kirch- und Krobitzschstraße gibt es drei größere Siedlungsgebiete: das an Dölitz angrenzende, um 1910 durch wohlhabende Leipziger Bürger errichtete Musikerviertel mit Straßennamen nach Komponisten, das sich Richtung Wachau erstreckende Gebiet des Siedlervereins „Goldene Höhe“ aus der Zeit nach 1930 und die nach 1990 entstandenen Neubauten Rathenaupark um die Rathenaustraße.

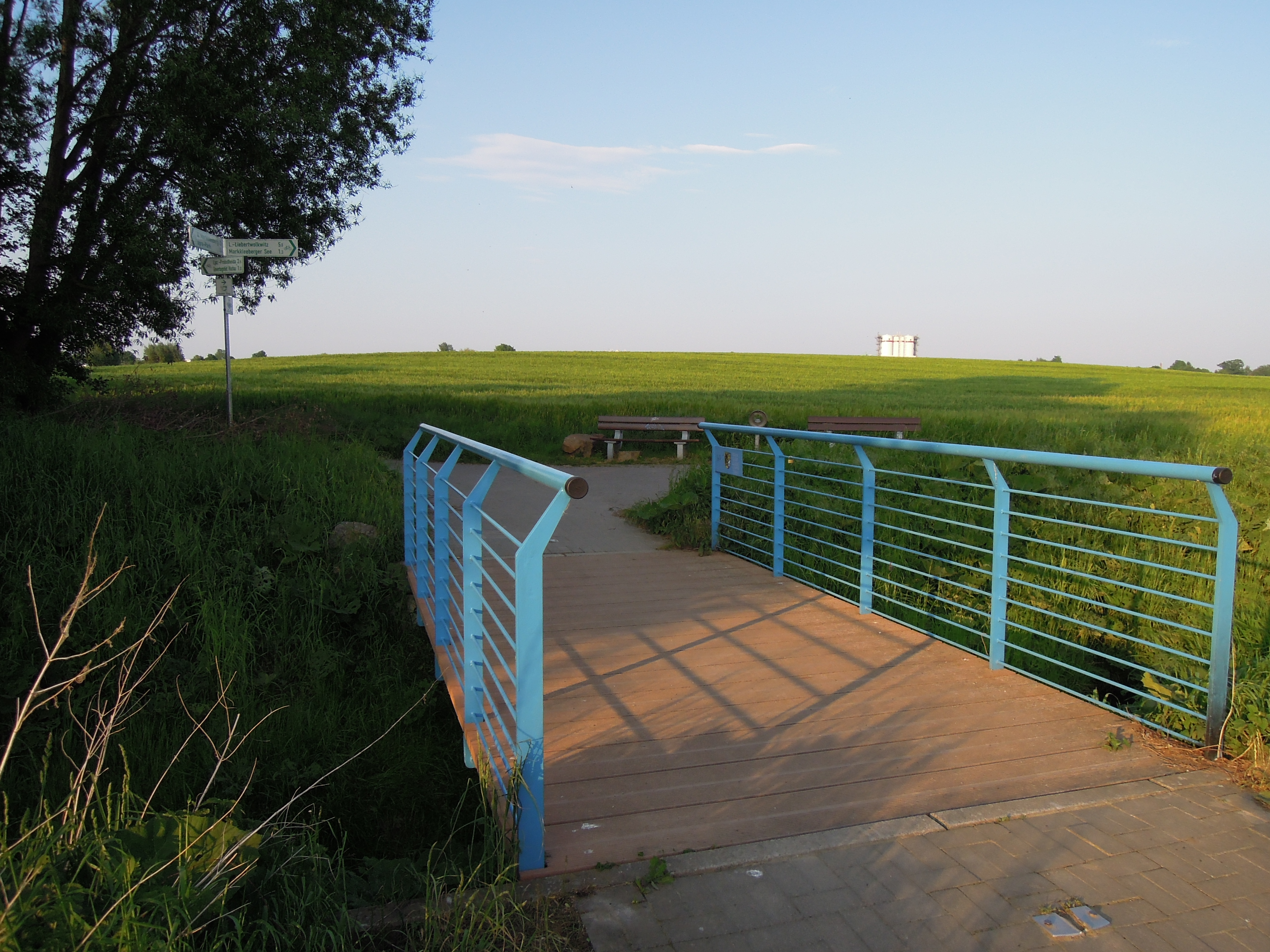
In der Weinteichsenke

Das nicht bebaute Gebiet ist im Westen Wiesengelände mit Auencharakter, das von der Kleinen Pleiße durchflossen wird, dem Altlauf der Pleiße und nunmehrigem Abfluss des Markkleeberger Sees. Im Osten dominiert Ackerland, bis auf die Weinteichsenke, eine der letzten Pleißenbachauen des Leipziger Südens.
Das Ensemble aus ehemaligem Rittergut, Auenkirche und ehemaliger Dorfschule liegt etwa 300 Meter westlich des alten Ortskerns an der Kleinen Pleiße.

## Geschichte
Ab 1895 wurden am sogenannten Fundplatz Markkleeberg, der sich heute nahe dem Nordrand im Markkleeberger Sees befindet, zahlreiche Steinwerkzeuge gefunden, die eine menschliche Besiedlung der Gegend ab der Mittleren Altsteinzeit bezeugen.

### Gut

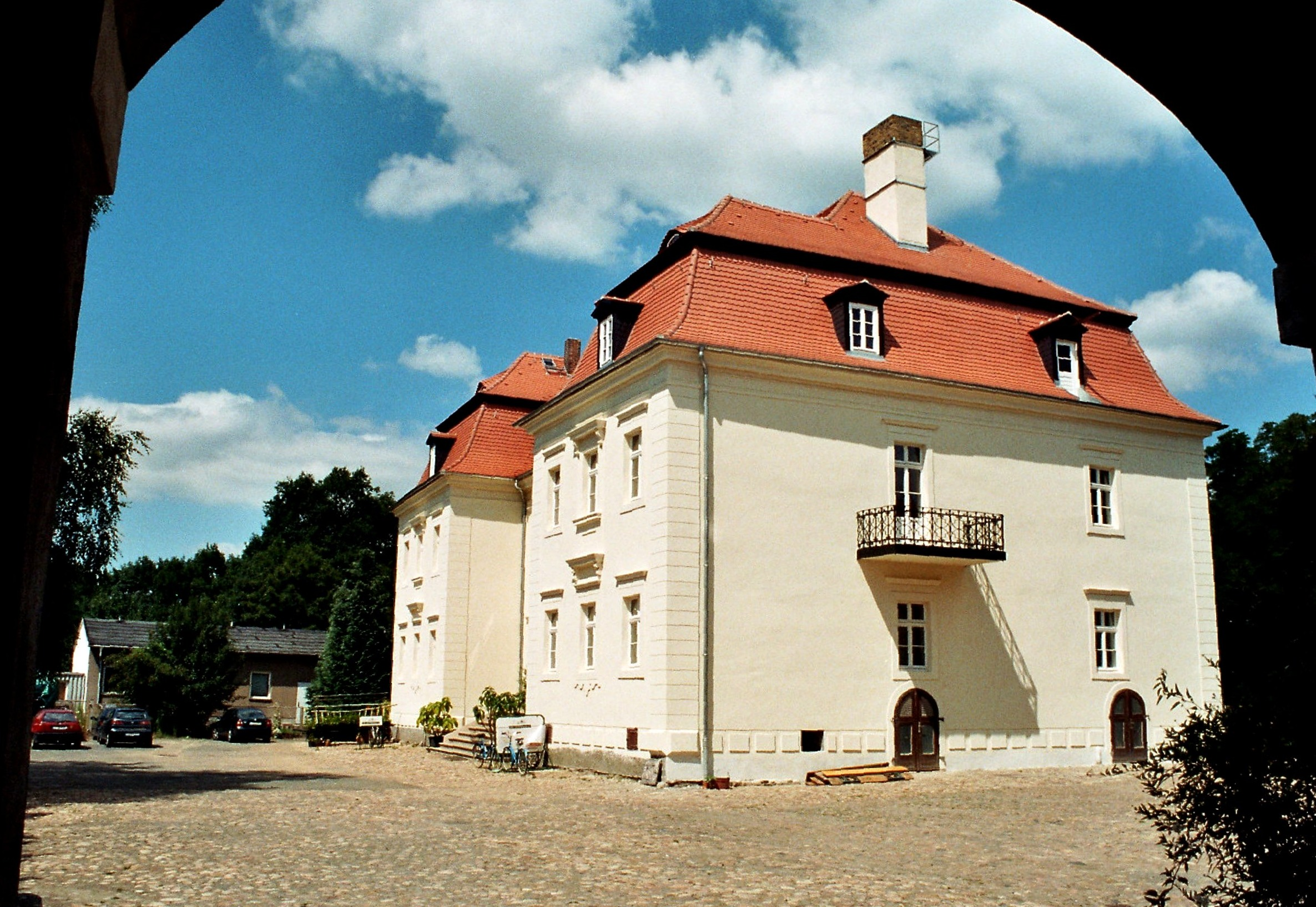
Das Herrenhaus des Rittergutes durch den Bogen des Torhauses

Die schriftlich belegte Geschichte Markkleebergs (des heutigen Markkleeberg-Ost) beginnt mit seiner Ersterwähnung 1190, als Bere de Cleberg als Beurkundungszeuge für einen Verkauf des Dorfes Altranstädt an das Kloster Altzelle auftrat. 1210 ist von einem Herrensitz des Conradus de Cleberg die Rede, aus dem ein Rittergut hervorging. Seit etwa 1348 war Heinrich von Haldeken Lehns- und Gerichtsherr. Über mehrere Generationen waren die von Haugwitz die Besitzer. Über Moritz von Starschedel und Joachim Anckelmann, der nach einem Brand die Auenkirche wieder aufbaute, kam das Gut an Statz Friedrich von Fullen, als er die verwitwete Anna Katharina Metzner, eine Tochter Joachim Anckelmanns, heiratete. Von Fullen ließ das Herrenhaus des Gutes im Stil des Frühbarocks umbauen. Sein Sohn Statz Hilmar von Fullen verkaufte das Gut an Johann Christoph von Lohse, über die Heirat von dessen Tochter es in die Familie Funcke kam. Nach einigen weiteren Besitzerwechseln war der letzte Herr auf Gut Markkleeberg Paul Hoppe, der moderne landwirtschaftliche Methoden einführte.
Das Ensemble um Schloss Markkleeberg mit dem Torhaus und der Auenkirche war am 16. Oktober 1813 in Kampfhandlungen im Zuge der Völkerschlacht um das Schloss und den Pleißeübergang involviert.
Nach der Enteignung 1945 wurde das Schloss Markkleeberg Versuchsgut und das Herrenhaus Kinderkrankenhaus, später Altenpflegeheim. Nach 1990 kauften die Erben Herrenhaus und Torhaus des Rittergutes zurück und etablierten mit einem regen Förderverein im Torhaus ein Heimatmuseum, in dem es auch eine Ausstellung zur Völkerschlacht bei Leipzig 1813 gibt.

### Dorf

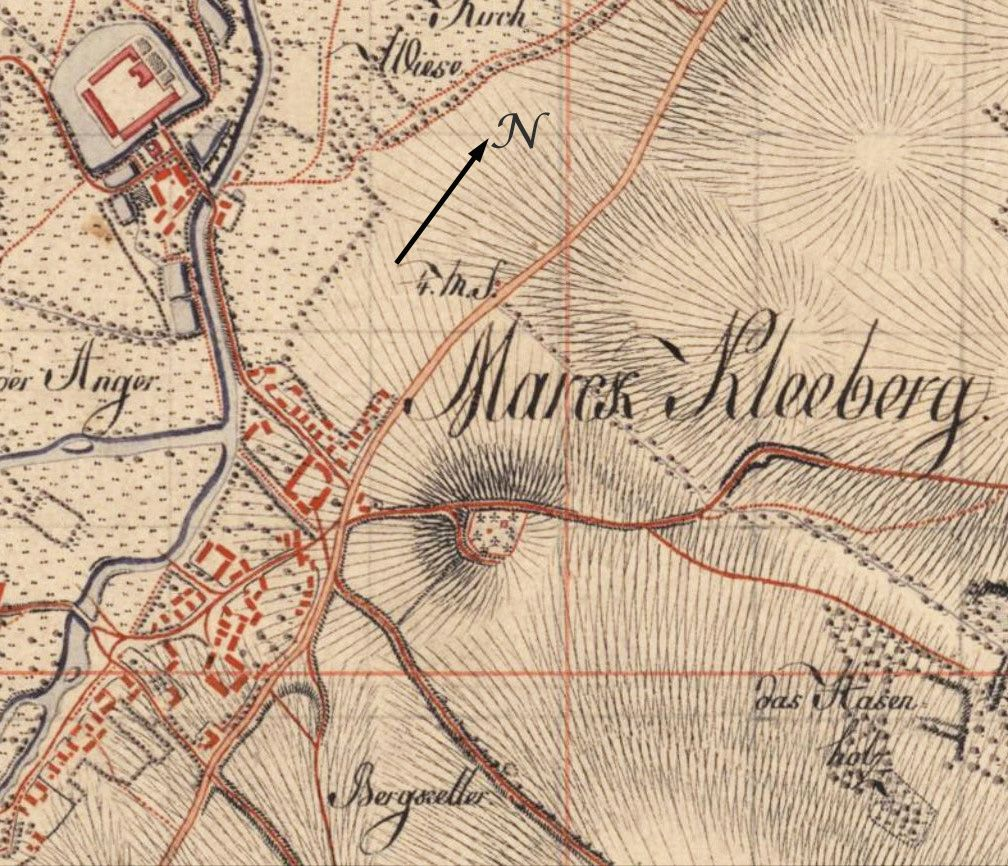
Markkleeberg um 1800

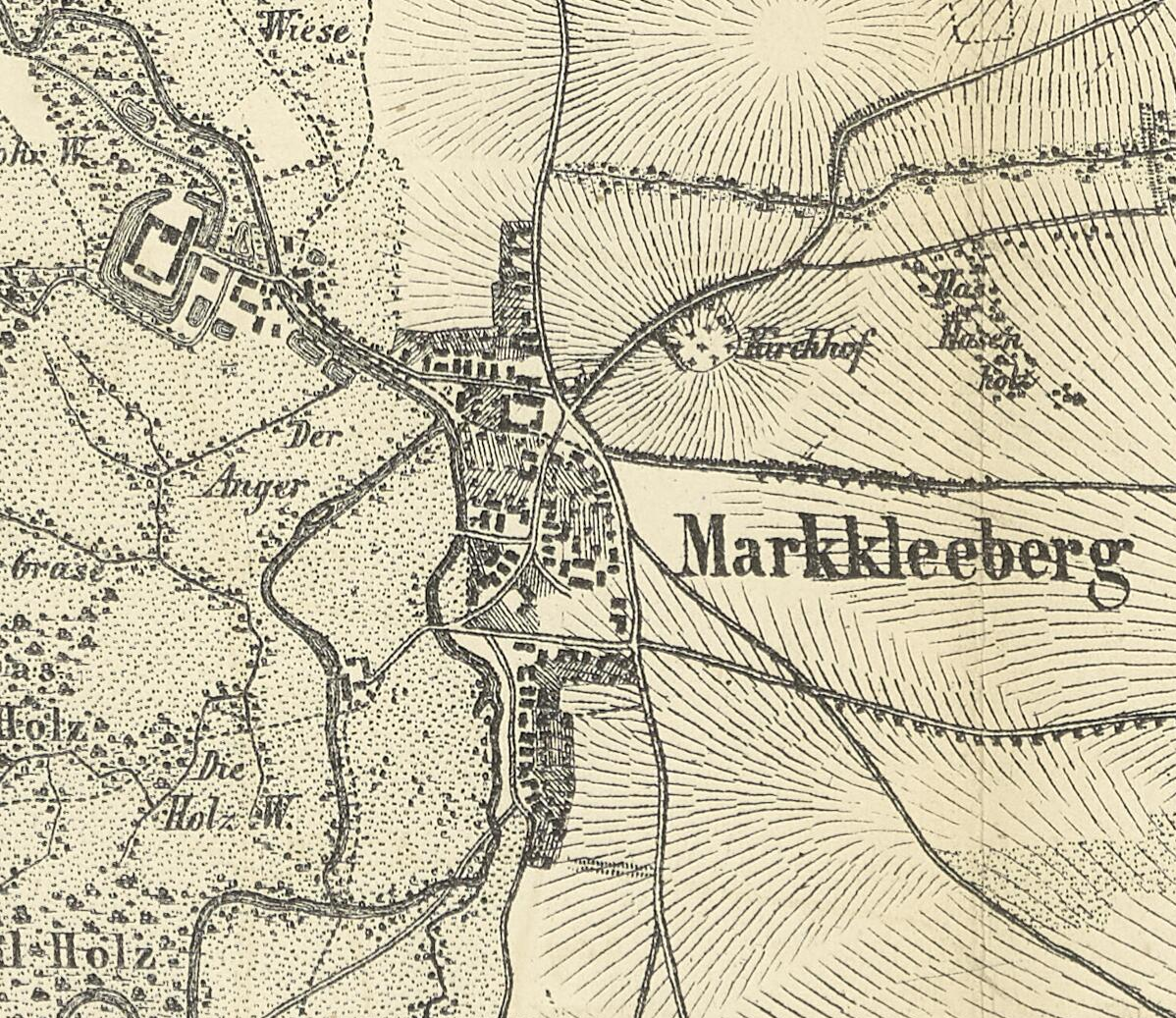
Markkleeberg 1863

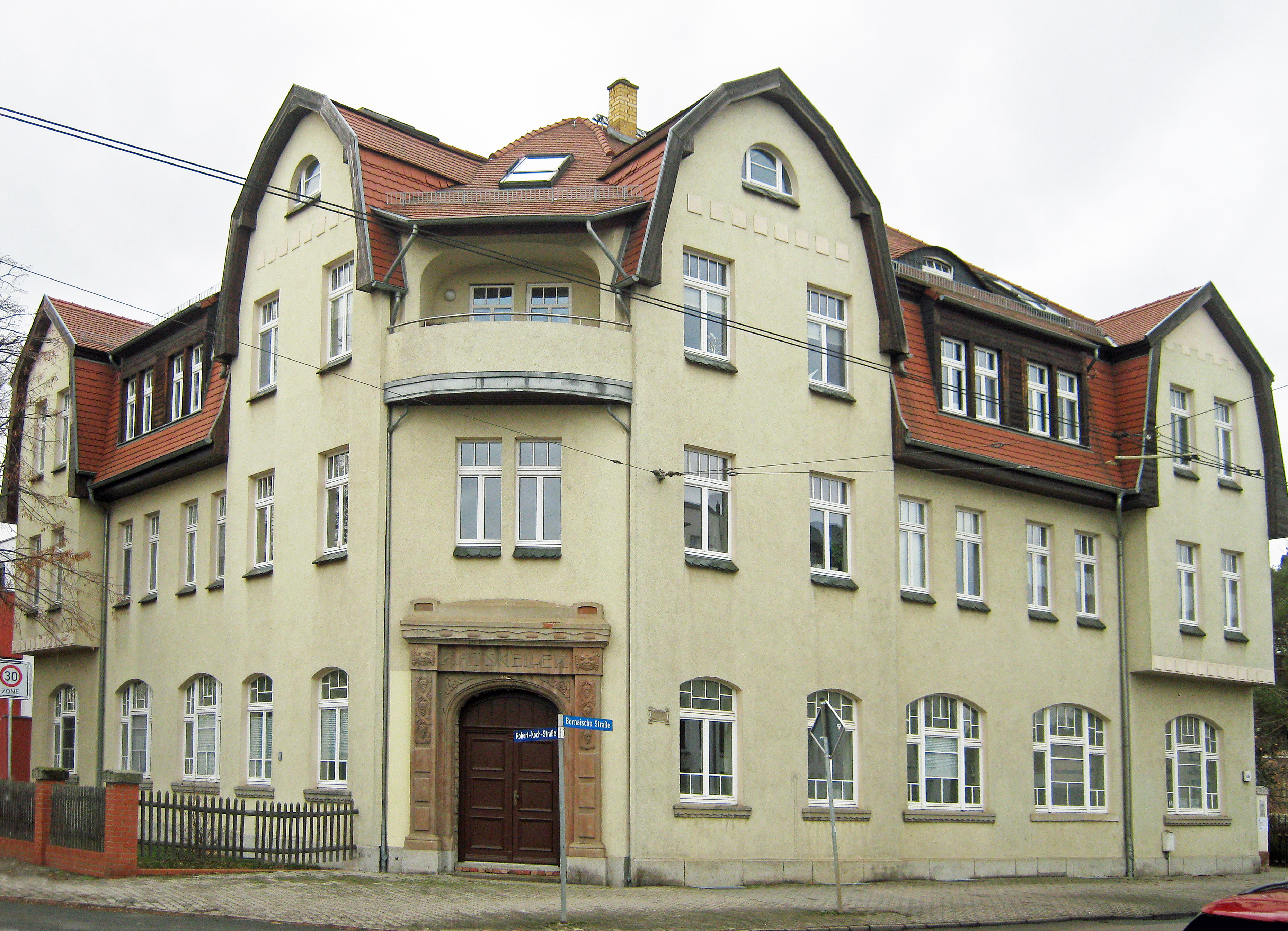
Ehemaliges Rathaus, Architekt: Arthur Jäger. Der ursprüngliche Dachreiter hat sich nicht erhalten.

Die Anlage des Straßendorfes wird auf sieben flämische Bauern zur Zeit des Bere de Cleberg zurückgeführt. Für 1552 werden 21 besessene Mann, 4 Häusler und 22 Inwohner angegeben. Das Dorf entwickelte sich zwischen dem Altlauf der Pleiße und der aus Leipzig kommenden Fernstraße, der Via Imperii. Pfingsten 1539 wurde in der Marienkirche die erste evangelische Predigt gehalten, 1566 entstand die erste Schule.
Das Dorf erfuhr im Laufe der Jahrhunderte zahlreiche Unbilden: Brände 1571, 1574, 1612, 1639, 1679, 1720, die Pest 1633 und schließlich die Kämpfe um das Rittergut und den Pleißeübergang während der Völkerschlacht am 16. Oktober 1813.
Während in Oetzsch und Gautzsch um die Wende zum 20. Jahrhundert die Verstädterung voranschritt (Industrie und mehrstöckige Mietshäuser), war das in Markkleeberg nicht der Fall. Dennoch wuchs bis zur Jahrhundertwende die Einwohnerzahl Markkleebergs auf nahezu Eintausend. 1908 baute sich die Gemeinde in der Bornaischen Straße ein Rathaus. 1911 erfolgte der Anschluss an das
Elektroenergie- und das Wassernetz.
Um einer drohenden Eingemeindung nach Leipzig entgegenzuwirken, schlossen sich 1915 Oetzsch und Markkleeberg zur Gemeinde Oetzsch-Markkleeberg zusammen. Ihr Rathaus war bis 1921 das in Markkleeberg, bis der Gasthof Zur Linde in Oetzsch zum neuen Rathaus umgebaut wurde. Im April 1928 wurde Markkleeberg an das Leipziger Straßenbahnnetz angebunden, indem die Linie vom Straßenbahnhof Dölitz über die Bornaische Straße bis zur Wendeschleife am Schillerplatz in Markkleeberg(-Ost) verlängert wurde.

### Stadtteil
1934 wurden Oetzsch-Markkleeberg und Gautzsch zur Stadt Markkleeberg vereinigt. Es war die erste Stadtgründung unter nationalsozialistischer Herrschaft. Obwohl Markkleeberg der kleinste der drei fusionierten Bestandteile war, setzte sich dessen Name für die gesamte Stadt durch. Dies entsprach den Germanisierungsbestrebungen der Nationalsozialisten, da die Ortsnamen Oetzsch und Gautzsch slawischen Ursprung hatten. Das alte Markkleeberg wurde fortan als Ortsteil Markkleeberg-Ost bezeichnet.

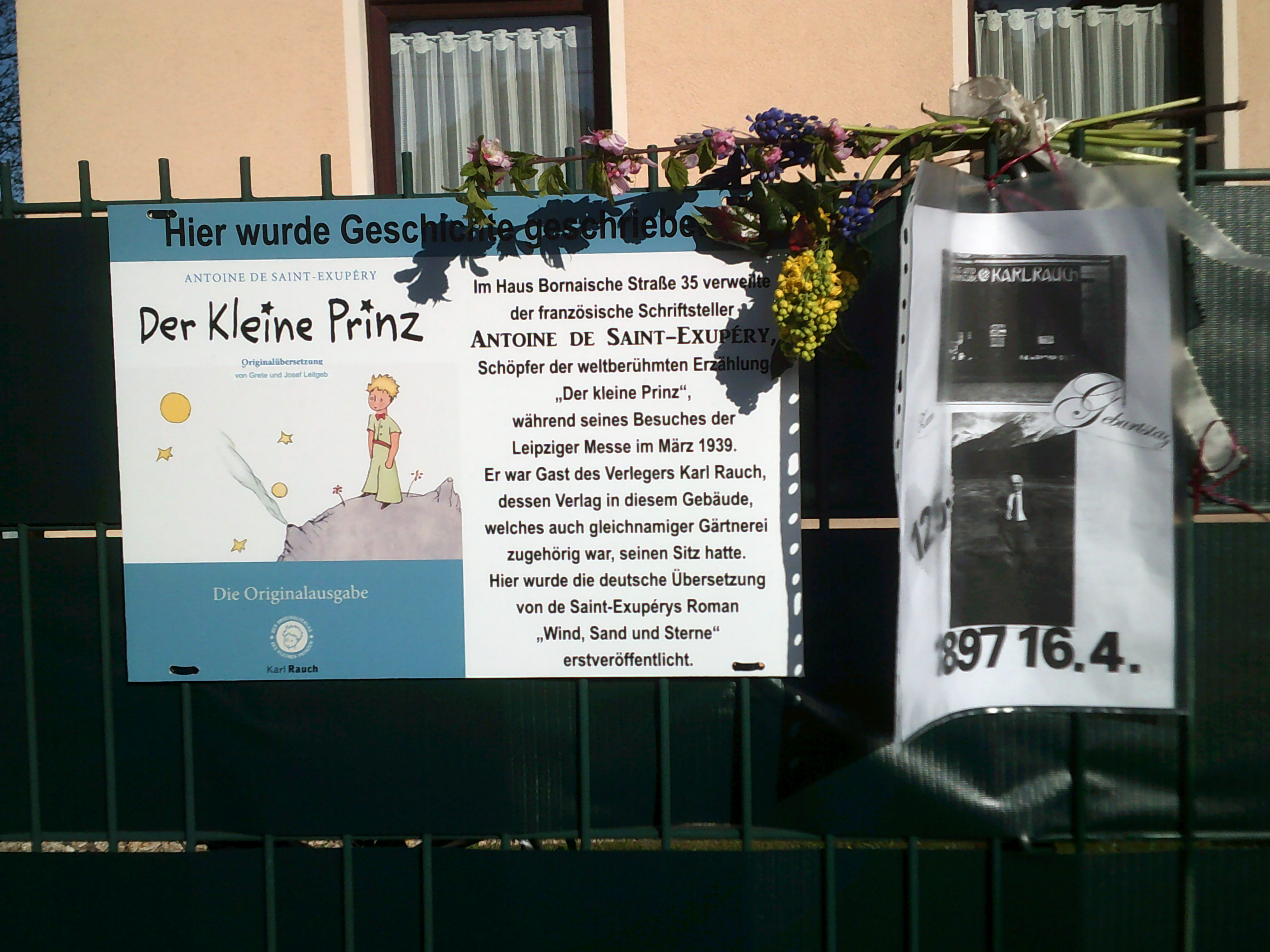
Gedenktafel in Markkleeberg-Ost 2022.

Im März 1939 besuchte der Schriftsteller Antoine de Saint-Exupéry die Gärtnerei der Eltern des Verlegers Karl Rauch in Markkleeberg-Ost. In dem der Gärtnerei vorgelagerten Haus Bornaische Straße 35 (erhalten) betrieb Karl Rauch bis 1945 seinen Verlag: Hier wurde am 6. September 1939 die deutsche Übersetzung von de Saint-Exupérys Roman „Wind, Sand und Sterne“ erstveröffentlicht.
Wegen der fehlenden Industrie erfuhr Markkleeberg-Ost im Zweiten Weltkrieg kaum Kriegsschäden.
Bis 1980 arbeitete sich der Tagebau Espenhain bis an die Besiedlungsgrenze von Markkleeberg-Ost heran, bevor er nach Osten abschwenkte. Erst von 1999 bis 2006 wandelte sich die Mondlandschaft, die er hinterließ, in den Markkleeberger See.

## Infrastruktur

### Verkehr
Die Leipziger Verkehrsbetriebe sind für den öffentlichen Personennahverkehr zuständig. Ihre längste Straßenbahnlinie 11 verbindet die beiden Endpunkte Markkleeberg-Ost und Schkeuditz über die Leipziger Innenstadt. Über die ab der Stadtgrenze eingleisige Gleisstrecke wird über die Haltestelle Virchowstraße die Endhaltestelle Schillerplatz erreicht, wo sich eine Wendeschleife befindet. Die Buslinie 106 verkehrt an Werktagen im 30-Minuten-Tag zwischen den Markkleeberger Ortsteilen.
Über die Anschlussstelle Leipzig-Süd ist Markkleeberg seit 2006 von der A 38 aus zu erreichen.

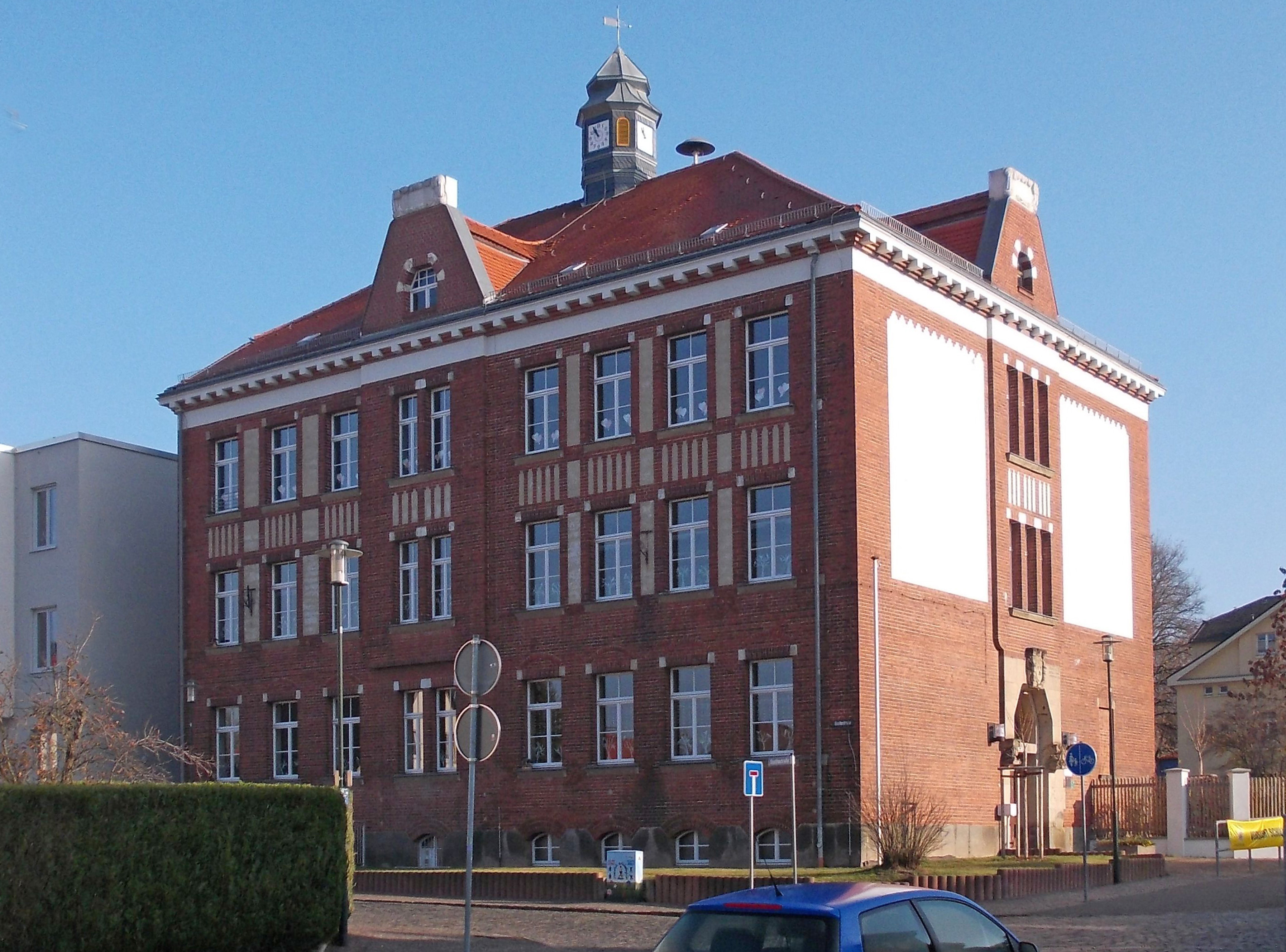
Grundschule

Zusätzlich zum Straßennetz ist eine Vielzahl von Radwegen nutzbar, wobei besonders die Umgebung des Markkleeberger Sees in hohem Maße erschlossen ist.

### Bildung und Erziehung
- Die Grundschule Markkleeberg-Ost ist ein im Jahr 1904 errichtetes und 1995 saniertes Gebäude in der Rilkestraße mit einem Hort-Anbau von 2010.[9]
- Benachbart in der Goethestraße befindet sich die Kindertagesstätte „Arche Noah“ für bis zu sechzig Kinder. Sie wurde 1999 von der Stadt Markkleeberg errichtet und seitdem unter der Trägerschaft der Auenkirchgemeinde betrieben.[10]

## Sehenswürdigkeiten

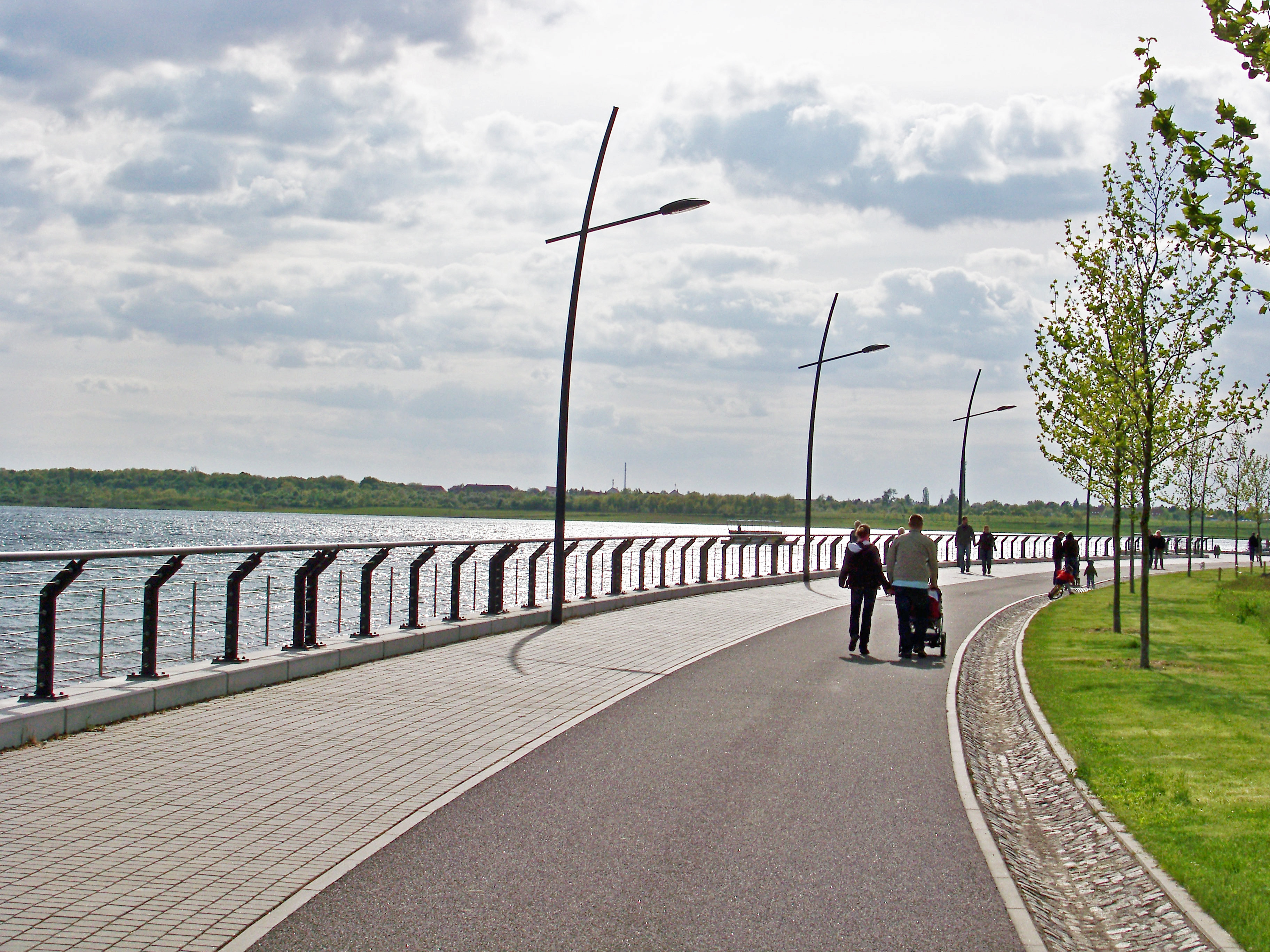
Seepromenade

- Schloss mit Torhaus (Regionalmuseum Völkerschlacht 1813) und Rhododendronpark
- Auenkirche
- Markkleeberger See mit Seepromenade, Strandbad, Schiffsanlegestelle und Gastronomie
- Mehrere Apelsteine

## Persönlichkeiten
- Valentin Otto (1529–1594), Musiker und Leipziger Thomaskantor, geboren in Alt-Markkleeberg
- Karl Rauch (1897–1966), Verleger, Schriftsteller und Übersetzer, geboren in Alt-Markkleeberg
- Willy Nebel (1897–1985), Professor für Mechanische Technologie und ehemaliger Rektor der Hochschule für Maschinenbau Karl-Marx-Stadt, geboren in Alt-Markkleeberg
- Momme Mommsen (1907–2001), deutsch-US-amerikanischer Literaturwissenschaftler, geboren in Alt-Markkleeberg
- Antoine de Saint-Exupéry (1900–1944), besuchte im Jahre 1939 den Karl-Rauch-Verlag und die Gärtnerei der Eltern des Verlegers in der Bornaischen Straße.